# Лейк, Оливер
О́ливер Лейк (англ. Oliver Lake, 14 сентября 1942, Марианна, Арканзас, США) — американский джазовый музыкант, саксофонист, флейтист, композитор. Также известен в качестве продюсера, художника и поэта.

## Биография
Когда Оливеру было два года, его семья переехала в Сент-Луис. В 13 лет он начал рисовать, а вскоре занялся игрой на ударных инструментах. В 17 лет Лейк серьёзно увлёкся джазом, а в середине 1970-х, как многие участники Black Artists Group (членом которой он являлся) и AACM, переехал в Нью-Йорк, где принял участие в становлении лофт-джазовой сцены. В 1977 году Лейк, совместно с Хэмиетом Блуттом, Дэвидом Мюрреем и Джулиусом Хемфиллом, создал коллектив World Saxophone Quartet. Продолжая работать в нём, саксофонист играл и в других проектах, некоторые из которых фактически не были связаны с джазом — например, регги-группа Jump Up.
Камерные сочинения Лейка исполняются многими академическими ансамблями. В качестве аранжировщика он работал с Бьорк, Лу Ридом, рэп-группой A Tribe Called Quest, а также сотрудничал с различными поэтами и хореографами. В 1988 году Лейк основал некоммерческую организацию Passin' Thru, Inc., занимающуюся продвижением современной джазовой и авангардной музыки (в том числе в качестве лейбла), а также знаний и дисциплин, связанных с ней.
В настоящее время Оливер Лейк работает с такими коллективами, как World Saxophone Quartet, Trio 3, Organ Quartet, Steel Quartet, и с собственным биг-бэндом. В активе Лейка также изданная книга стихов «Life Dance», а его картины хранятся в музее Montclair Art Museum.
В октябре 2010 года музыкант посетил Россию, выступив на новосибирском фестивале SibJazzFest вместе с Владимиром Толкачёвым, Сергеем Беличенко, Владиславом Третьяковым, Владимиром Драницей, Сергеем Михайленко. Одно из своих выступлений в рамках фестиваля Лейк посвятил Эрику Долфи. 22 октября 2011 года Лэйк снова выступил в Новосибирске, на этот раз в составе World Saxophone Quartet, в котором, помимо него, Блутта и Мюррея, отметился молодой саксофонист английского происхождения Тони Кофи.

## Дискография (в качестве лидера)
- NTU: the Point from Which Freedom Begins (1971)
- Passin' Thru (1974)
- Heavy Spirits (1975)
- Holding Together (1976)
- Shine (1978)
- Buster Bee (1978, с Джулиусом Хемфиллом)
- Life Dance of Is (1978)
- Zaki (1979)
- Prophet (1980)
- Clevont Fitzhubert (1981)
- Expandable Language (1985)
- Gallery (1986)
- Impala (1987)
- Otherside (1989)
- Again & Again (1991)
- Virtual Reality (1992)
- Oliver Lake & Donal Fox Duo (1992, с Доналом Фоксом)
- Edge-Ing (1994)
- Dedicated to Dolphy (1996)
- Matador of 1st & 1st (1996)
- Movements, Turns & Switches (1996)
- The New Organization (1998, с Борой Бергманом)
- Talkin' Stick (2000)
- Have Yourself a Merry (2001)
- Open Ideas (2002)
- Cloth (2003)
- Dat Love (2004)
- Oliver Lake Quartet Live (2005)